# Železno, Žalec
Železno este o localitate din comuna Žalec, Slovenia, cu o populație de 168 de locuitori.